# Tibor Harsányi
Tibor Harsányi (27. června 1898 Kanjiža – 19. září 1954 Paříž) byl maďarsko-francouzský hudební skladatel. Spolu s Bohuslavem Martinů byl ve 20. a 30. letech členem Pařížské skladatelské školy.

## Život
Pocházel ze severního Banátu. Na Hudební akademii Ference Liszta studoval u Zoltána Kodályho. Nato podnikl turné jako pianista po Evropě a Americe. Pak se nakrátko usadil v Rakousku a Nizozemsku, až v roce 1923 zakotvil v Paříži. Zde patřil k zakladatelům Société Triton, organizace, která organizovala koncerty soudobé hudby.
Jeho skladby jsou částečně ovlivněné jazzem. Choreografka Martha Grahamová, považovaná za jednu ze zakladatelek moderního tance, realizovala několik svých projektů, mj. Resurrection (1929), Unbalanced (1930) a Ecstatic Dance (1932) na Harsányiho hudbu. Spolupracoval s hudebními skladateli-emigranty z mnoha zemí. Do přátelského okruhu skladatelů, pro který se vžil název École de Paris, patřili kromě Harsányiho Conrad Beck, Bohuslav Martinů a Marcel Mihalovici; později se přidali též Alexandre Tansman a Alexandr Čerepnin.
Na jaře 1940 bydlel Harsányi v Paříži na adrese 48 rue de Passy. V téže budově měl ateliér malíř původem z Brna Rudolf Kundera (1911–2005), v sousedství bydlel Bohuslav Martinů, kterého s Harsányim pojilo blízké přátelství. Po obsazení Paříže nacisty se na podzim téhož roku oba přátelé opět sešli, tentokrát v Aix-en-Provence. Po válce se vídali na zámku v Mont-Saint-Léger západně od Vesoulu, který patřil společnému známému, violoncellistovi André Huvelinovi.

## Výběr z díla
- Poslední sen, balet, 1920
- Rapsodie pro klavír, 1925
- Trio pro klavír, housle a violoncello, 1927
- Sonáta pro violoncelo a klavír, 1928
- Dvě burlesky pro klavír, 1928
- Suita pro klavír, 1930
- Symfonická předehra, 1933
- Malý král, hudba ke stejnojmennému filmu, 1933[8]
- Statečná švadlenka, podle pohádky bratří Grimmů, složeno jako doprovod k loutkovému představení pro recitátora, 7 hudebních nástrojů a bicí, 1939, roku 1950 upraveno na orchestrální suitu
- Uherská suita, 1937
- Hosté, jednoaktová opera, 1937
- Rapsodie pro violoncello a klavír, 1939
- Iluze neboli zázračná historie, opera o svou jednáních na libreto Pierra Briva (1911–1965) podle E. T. A. Hoffmanna, 1948
- Vánoční kantáta, 1951–1952
- Sonáta pro housle a klavír, (1953–1954)